# Авл Манлій Вульсон (консул 178 року до н. е.)
Авл Манлій Вульсон (лат. Aulus Manlius Vulso; III—II століття до н. е.) — римський полководець і політичний діяч з патриціанського роду Манліїв, консул 178 року до н. е.

## Походження
Авл Манлій належав до одного з найзнатніших патриціанських родів Риму, представники якого регулярно отримували консульство, починаючи з 480 року до н. е. Історики припускають, що і номен Manlius з нехарактерним для латинської мови буквосполученням nl, і перші його носії могли бути етруського походження. Когномен Вульсон (Vulso) або Вольсон (Volso), найбільш ранній з тих, що використовували Манлії, може бути пов'язаний з назвою етруського міста Вольсінії (Volsinii).
Згідно з консульськими фастами, у батька Авла Манлія був той же преномен — Гней; діда звали Луцій. Німецький антикознавець Фрідріх Мюнцер припустив, що дід Авла — це Луцій Манлій Вульсон Лонг, консул 256 і 250 років до н. е., який командував в Африці разом з Марком Атілієм Регулом під час Першої Пунічної війни. У джерелах згадуються двоє його синів, Луцій (претор 218 року) та Публій (претор 210 року), але міг бути й третій, Гней-старший, який помер рано (можливо, він загинув в одній з сутичок Другої Пунічної війни). Таким чином, старшими братами Авла були Луцій, претор в 197 році до н. е., і Гней, консул 189 року до н. е.

## Кар'єра
У 194—192 роках до н. е. Авл Манлій був одним з тріумвірів, які займалися організацією нових римських колоній у Південній Італії. Його колегами були Луцій Апусцій Фуллон і Квінт Елій Туберон. У 189 році до н. е., під час консульства брата, Вульсон був обраний претором-суффектом замість загиблого на війні з лігурами Луція Бебія Діва. У наступні роки його кар'єра уповільнилася: тільки у 179 році до н. е. Вульсон переміг на консульських виборах на наступний рік. Тут вирішальну роль могла зіграти підтримка його родича Луція Манлія Ацидіна Фульвіана, одного з чинних консулів; рідний брат і колега останнього Квінт Фульвій Флакк проводив ці вибори.
Колегою Авла Манлія став плебей Марк Юній Брут. Провінцією Вульсону була призначена Цизальпийська Галія, але він самовільно вдерся до Істрії заради здобичі, використовуючи набіги істрійців на володіння Риму як привід. В оповіданні Тіта Лівія про цю війну дослідники бачать сліди відразу три традиції: одна з них, ймовірно, походила від самого Вульсона або його найближчого оточення, друга — від його політичних опонентів, третя — з «Анналів» Квінта Еннія, який міг використовувати дані двох інших традицій.
Через некомпетентне командування Авла Манлія і безпечність його солдатів істрійці змогли раптово напасти на римлян і навіть захопити їх табір. До Риму дійшли чутки про повну поразку Вульсона, так що Брута відправили йому на допомогу, а двоє народних трибунів, Гай Папірій Турд і Авл Ліциній Нерва, зажадали, щоб розбитий консул прибув до Риму для звіту. Від необхідності зробити це Авла Манлія позбавило втручання третього трибуна — Квінта Елія, родича його старого колеги. Вульсон зміг перемогти істрійців і стабілізувати ситуацію ще до прибуття Марка Юнія.
Консули зазимували в Аквілеї, а навесні, оскільки їх влада у провінції була продовжена як проконсулів, продовжили війну. У цей момент прибув новий консул Гай Клавдій Пульхр, Вульсон разом із колегою відмовилися передавати владу Пульхру з огляду на те, що останній не здійснив необхідних обрядів. Проконсули знову вдерлися до Істрії та обложили місто Несаттій, де знаходилися ватажки істрійців разом з їх царем Епулоном. Але вони не встигли закінчити війну — Пульхр у Римі провів священні ритуали й повернувся до Істрії, де взяв командування у війні на себе і досяг остаточної перемоги. Подальша доля Авла Манлія Вульсона невідома.